# Erica oophylla
Erica oophylla är en ljungväxtart som beskrevs av George Bentham. Erica oophylla ingår i släktet klockljungssläktet, och familjen ljungväxter. Inga underarter finns listade i Catalogue of Life.